# Thanh Xuyên
Thanh Xuyên (chữ Hán giản thể: 青川县, Hán Việt: Thanh Xuyên huyện) là một huyện thuộc địa cấp thị Quảng Nguyên, tỉnh Tứ Xuyên, Cộng hòa Nhân dân Trung Hoa. Huyện Thanh Xuyên có diện tích 3.269 km², dân số năm 2002 là 250.000 người.
Huyện Thanh Xuyên được chia thành 9 trấn, 26 hương và 2 hương dân tộc.
- Trấn: Kiều Trang, Thanh Khê, Mộc Ngư, Trúc Viên, Phòng Thạch, Quan Trang, Lương Thủy, Sa Châu, Diệu Độ.
- Hương: Đại Bá, Tam Oa, Kiều Lâu, Thạch Bá, Kiến Phong, Mã Lộc, Thất Phật, Tiền Tiến, Hòa Bình, Mã Công, Doanh Bàn, Khổng Khê, Hồng Quang, Mao Bá, Kỵ Mã, Động Thủy, Trà Bá, Bản Kiều, Ngoã Lịch, Tô Hà, Khúc Hà, Lâu Tử, Bạch Gia, Lạc An Tự, Quan Âm Điếm, Kim Tử Sơn.
- Hương dân tộc: Hương dân tộc Hồi Hao Khê, hương dân tộc hồi Đại Viện.